# فرودگاه باشنل
فرودگاه باشنل (به انگلیسی: Bushnell Airport) یک فرودگاه خصوصی است که یک باند فرود چمن دارد و طول باند آن ۴۴۱ متر است. این فرودگاه در شهر شریدن، اورگن کشور ایالات متحده آمریکا قرار دارد و در ارتفاع ۶۷ متری از سطح دریا واقع شده‌است.